# Schlieffen-terv

A Schlieffen-terv térképen

A Schlieffen-terv a Német Birodalom hadműveleti terve volt a nyugat-európai antantseregek gyors szétverésére. A terv alapjait Alfred von Schlieffen (1833–1913) német tábornagy (Generalfeldmarschall), mint a Nagyvezérkar (Große Generalstab) 1891–1906 közötti főnöke (Chef des Großen Generalstabs) dolgozta ki. Schlieffen idős tábornokként az 1870-es háború vége óta foglalkozott egy Franciaország elleni támadás megtervezésével. Alapgondolata szerint a védekező fegyverrendszerek megerősödése (aknamezők, szögesdrót, telepített géppuskafészkek) miatt egy európai háború esetén törvényszerűen állóháború alakul ki, melyet csak meglepetésszerű és gyors előnyomulással lehet megelőzni.
Az első világháborúban viszont Moltke vezérezredes terve alapján indultak meg a németek Franciaország ellen, ami a Schlieffen-terv átdolgozása volt.

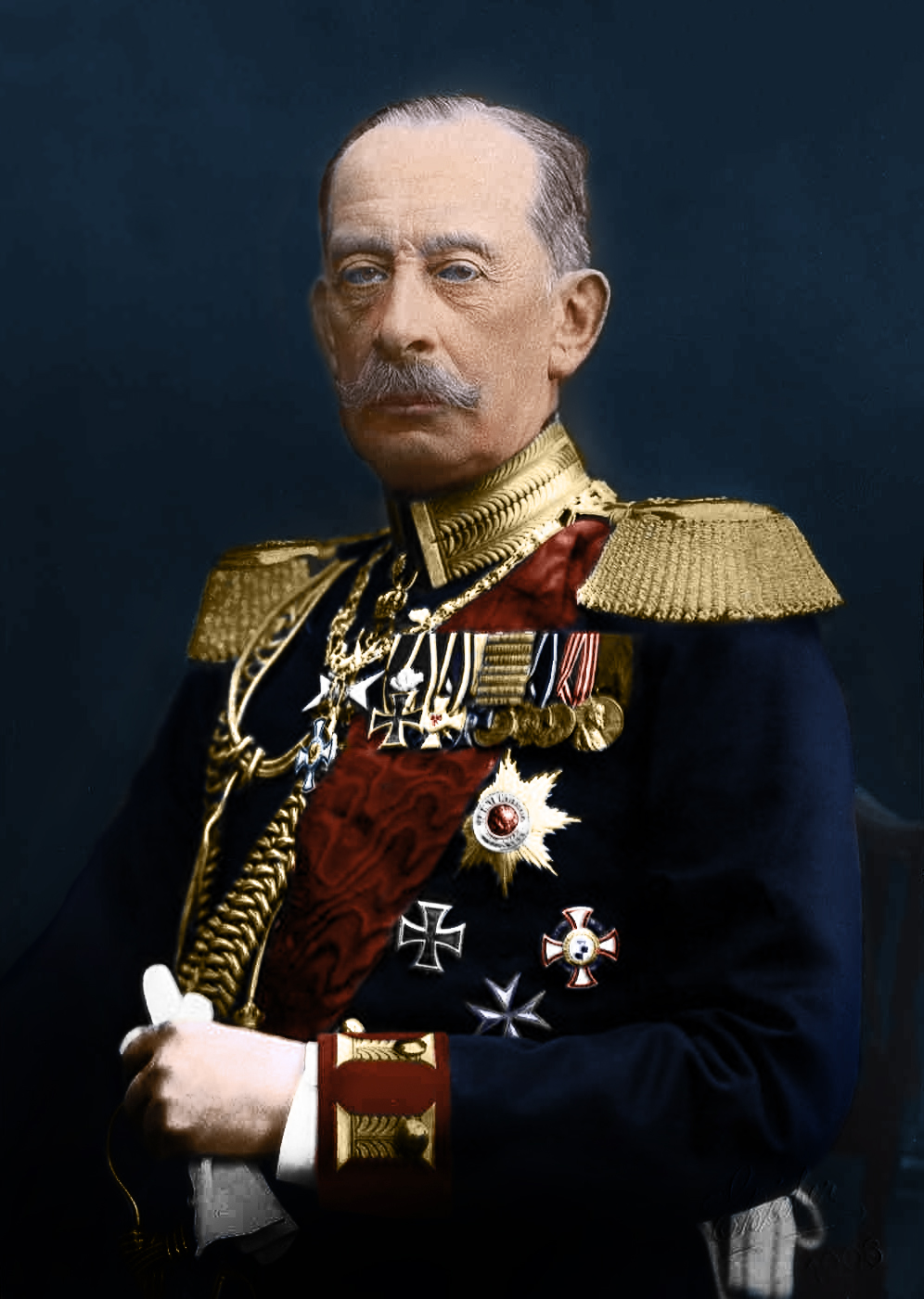
Alfred von Schlieffen tábornagy 1890-ben.

## A terv szükségszerűsége
Az 1878-as berlini Balkán-konferencia után Oroszország és a Német Császárság viszonya erősen megromlott, míg Franciaország az 1870-es háborúban elveszített Elzász és Lotaringia visszaszerzésére törekedett. Egy katonai konfliktus esetén Németország a francia–orosz szövetség következtében két fronton kényszerült volna harcolni, ami rendkívüli módon megterhelte volna a német gazdaságot, hadsereget és ipart. Oroszország gyors legyőzésére óriási kiterjedése és kimeríthetetlen tartalékai miatt nem látszott remény. Tudták viszont, hogy Oroszország csak nagyon lassan képes csapatainak mozgósítására, ezért a német katonai vezetés csak Franciaország gyors elsöprése után fordult volna kelet felé. A Schlieffen-terv a francia haderő gyors szétverését, Párizs bevételét és Franciaország megszállását tűzte ki céljául.

## Koncepciók
A Német Hadsereg hadrendje 1914 augusztusában
Schlieffen tervében aszimmetrikusan osztotta fel a német haderőt. A balszárnyon elhelyezkedő Elzászban csupán kis számú, védekezésre berendezkedő haderőt hagyott hátra. E csapatok feladata az volt, hogy feltartóztassák az Elzászba betörő franciákat, és megakadályozzák Strasbourg elestét. Schlieffen e csapatoknak nem szánt komolyabb szerepet.
A front középső szakaszán a Saar-vidék fontos bányáinak és gyárainak védelmére egy megerősített védekező haderőt telepített. E front alakulatainak feladata kettős. Meg kellett akadályozniuk a Saar-vidék elestét és jelentős számú francia csapatot kellett lekötniük, hogy azok ne tudjanak a német támadó ék elleni felvonulásban részt venni.
A jobbszárnyon megerősített lovas és gépesített alakulatok sorakoztak fel, melyek gyors előrenyomulásra voltak képesek. E front alakulatainak feladata az volt, hogy Hollandia és Belgium gyors elfoglalásával utat nyissanak nyugat felé. Az Ardennek erdőségein átvonuló német alakulatoknak ki kellett törniük a Flandriai-síkságra. Ott dél felé fordulván pedig támadást indítani Franciaország szíve ellen és északnyugat irányából elérni, illetve bekeríteni Párizst.

## Előkészítés
A német hadvezetés Schlieffen 1906-os nyugdíjazása után „megörökölte” a tervet, melyet többször is aktualizált Ludwig von Moltke vezérezredes. Megerősítette a bal szárnyat, eltekintett Hollandia megtámadásától, csapatait a belga határ mentén koncentrálta.
Három német hadsereget csoportosítottak a Belgiumot lerohanó támadó ékbe, a középső frontszakaszra kettőt, míg Elzász védelmére csupán egyet rendeltek.
A támadó csapatok számára menetrendet készítettek a hadjárat során elérendő célokról. A támadás második hetének végére el kellett érniük a Gent–Charleroi–Luxemburg-vonalat. Az első hónap végére a nyugat felé támadó csapatoknak ki kellett volna jutniuk a Somme–Sedan-vonalra, majd a folyón átkelve, a 40. napon elérni a Szajnát és Párizs elővárosait.
A terv végrehajtása során kitüntetett szerep jutott az utánpótlásnak. Németország a csapatok szállítása céljából vasútvonalakat épített nyugati határai mentén, és raktárbázisokat létesített a felhalmozott utánpótlás tárolására.

## Hibák
A terv számos hibát tartalmazott, melyek a hadjárat elakadásához vezettek.
- A flotta-program 1897-es kezdete óta a haditengerészet jobban megerősödött a szárazföldi hadseregnél. A hadjárat kezdetén a nagyobb népességű Németország Franciaországnál kevesebb katonát volt képes mozgósítani a hadjáratra.
- Oroszország az 1905-ös, Japán elleni vereségből tanulva, lépéseket tett csapatai mobilizálásának felgyorsítására. A Schlieffen-terv nem számolt azzal, hogy az orosz csapatok gyorsan képesek lennének támadást indítani Kelet-Poroszország ellen.
- A védekező fegyverrendszerek megerősödése miatt szinte kizárható volt, hogy egy ostromot egy hónapnál rövidebb idő alatt lefolytathassanak. A városok ostromát feltétlenül el kellett kerülni, márpedig a hadműveleti területen számos erőd épült ki, melyek kikerülése az utánpótlási utak hosszabbodását (megszakadását) jelentette volna.
- 1870-ben Franciaország egyedül harcolt Németország ellen. Akkor a sedani erőd eleste után még három hónapig eltartott, míg Franciaországot legyőzték. A 20. század elejére azonban Franciaország szoros szövetséget épített ki Nagy-Britannia és Oroszország felé. Az angolokkal és oroszokkal támogatott franciák egy hónapon belüli legyőzésére remény sem volt.
- A terv pontos kivitelezése feltételezte a csapatok és a parancsnoki kar közötti jó minőségű kommunikációt. Az ehhez szükséges eszközök azonban akkoriban még nem álltak rendelkezésre.
- Nem volt vészforgatókönyv a hadművelet lelassulása vagy elakadása esetére.